# 일본교직원조합
일본교직원조합(일본어: 日本教職員組合, にほんきょうしょくいんくみあい)은 일본의 교사 및 교육공무원에 의한 교원 노조로, 일본의 처음이자 가장 오래된 노동조합이다. 흔히 일교조(일본어: 日教組)로 줄여 쓴다. 히노마루(일장기), 기미가요의 법제화 반대, 역사교과서 왜곡문제 등에 대한 반대 등 진보적 견해를 보이는 단체이다.

## 개요
1947년에 세워졌으며, 1980년대 끝무렵 와해될 때까지 일본에서 가장 큰 교직원단체였다. 각 현마다 지부로 나뉘어 있으며, 각각 독립된 권한을 갖는다.
교직원의 처우 개선과 지위 향상, 교직원 상수 개선을 비롯한 교육 여건 정비 등을 주요 목표로 활동하고있다. 2007년 의 《교육기본법》 개정, 교원 면허 갱신 제도 도입에 반대하는 운동 등 교육 문제에 직접 관련된 활동 외에, 평화 운동 등 정치적인 여러 활동을 하고 있으며 국기 게양과 기미가요 제창을 입학 식 및 졸업식 등에서 실시하는 문부과학성 의지에 반해 "강제적"인 것으로 규정하고 비판적인 입장을 취한다.

## 교직원 노조의 정치 활동에 대한 비판
교육을 담당하는 문부성과는 정치적, 교육적 견해에서 줄곧 대립해 왔다. 일교조는 정치적으로 2022년 현재는 입헌민주당 지지가 중심이지만, 이와테현, 오이타현 등 사회민주당을 축으로 지지하는 곳이나, 히로시마현과 같이 신사회당을 지원하는 곳도 있다. 1980년대 끝무렵 일교조 안의 의견대립과 다른 노동단체와의 의견불일치등으로 조직의 힘이 크게 약화되었다.
홋카이도 교직원 노조의 정치 헌금 문제를 계기로, 자민당 등이 교직원 노조의 정치 활동에 대한 비판했다. 이에 대해 2010년 3월 열린 일교조 임시대회에서 나카무라 시조 위원장은 "교직원 노조의 정치 활동이 허용되지 않는 논쟁은 전혀 잘못"로 일교조 정치 활동은 정당하다고 강조 했다. 또한 교원의 정치 활동에 대한 처벌 규정을 마련해야한다는 의견도 "교육의 정치적 중립성이 요구되는 것은 당연하지만, 처벌 규정을 마련하는 것은 《세계인권선언》 등 국제적인 상식 등을 무시한 시대착오적인 생각"이라고 비판했다.

## 주요 간행물
- 《월간 JTU》

## 같이 보기
- 전교조